# Ганна Главари
«Га́нна Глава́ри» — телефильм-оперетта, версия по мотивам оперетты Ф. Легара «Весёлая вдова».

В съёмках были задействованы актёры из Ленинградского театра музыкальной комедии и оркестр под управлением Станислава Горковенко.

## Сюжет
В фильме использовано изменённое либретто оперетты, распространённое в СССР — согласно ему, Данило и Ганна не имеют предыстории отношений и знакомятся уже в Париже.
Банкир Главари был самым богатым человеком страны Монтевердо. После его смерти огромное состояние, — 20 миллионов, — перешло к его вдове, Ганне Главари. Вдова уезжает в Париж. Правительство Монтевердо, опасаясь, что вдова выйдет замуж во второй раз за иностранца, требует от посла во Франции любой ценой спасти страну от потери состояния Главари. Посол находит выход. Он отдаёт приказ графу Данило жениться на вдове из-за её состояния. Граф отказывается, но позже всё же соглашается.
Граф Данило и Ганна Главари знакомятся на приёме в посольстве и сразу проявляют интерес друг к другу. На следующий день граф Данило приходит на бал, который даёт у себя Ганна Главари. Граф не желает обманывать вдову и признаётся ей, что получил от посла приказ жениться на ней. В ответ та признаёт, что граф тот человек, за которого она могла бы выйти замуж.
Желая проверить своих многочисленных поклонников, Ганна Главари оглашает условия завещания — она лишается денег в случае замужества. Поклонники тут же теряют интерес к вдове, в отличие от графа Данило, делающего ей предложение. Ганна соглашается и объявляет условия завещания целиком — она лишается состояния, так как оно переходит к её новому мужу.

## В ролях
- Галина Калинина — Ганна Главари
- Герард Васильев — граф Данило
- Игорь Соркин — барон Зетта
- Борис Смолкин — Никош
- Константин Иванов-Зорин — Боган
- Наталья Воробьёва — Жена Богана
- Наталья Зейналова
- Виктор Кривонос — Камил де Россильон
- Вячеслав Линник
- Вадим Фесенко

## Съёмочная группа
- Режиссёр — Евгений Макаров
- Сценарий — Евгений Макаров и Анатолий Орелович
- Оператор — Игорь Наумов
- Художник — Владимир Лебедев